# Sebeobhájce
Sebeobhájce je člověk s poruchou učení, mentálním nebo tělesným postižením, který sám za sebe či osoby s obdobnými problémy hovoří ve veřejném prostoru. Mluví o svých zkušenostech, věcech, jež ho tíží a zasazuje se o zlepšení svého postavení ve společnosti. Cílem sebeobhájce je získat větší prostor a kontrolu nad vlastním životem.

## Hlavní myšlenky sebeobhajování
- Aby se lidé s mentálním postižením uměli vyjádřit
- Aby jejich hlas byl slyšet ve společnosti
- Aby mluvili sami za sebe
- Aby se učili znát důsledky svých rozhodnutí
- Aby chtěli měnit věci, které se jim nelíbí[5]

## Historie sebeobhajování
Původní myšlenka sebeobhajování vznikla ve Švédsku v roce 1968 na setkání rodičů dětí s poruchami učení a postupně se rozšířila do celého světa. V současné době existuje po celém světě velké množství skupin sebeobhájců (self advocacy groups), přičemž mnoho z těchto skupin dává přednost názvu Především člověk (anglicky People first). S tímto sloganem přišel jeden člen skupiny osob s poruchami učení v Oregonu, který vyslovil přání, aby byl považován především za člověka.
V roce 2000 vznikla Evropská platforma pro sebeobhájce (European Platform of Self-Advocates, EPSA).

## Sebeobhajování v České republice
V České republice vznikla první skupina sebeobhájců v roce 1998 v rámci Společnosti pro podporu lidí s mentálním postižením. V rámci Evropské platformy pro sebeobhájce jsou v současné době registrovány dvě české skupiny sebeobhájců – Sami a spolu a Sebeobhájci Praha. Činnost sebeobhájců podporuje i Národní ústav pro autismus, z.ú. (NAUTIS).

## Podpůrná legislativa
Dne 13. prosince 2006 přijalo Valné shromáždění OSN text Úmluvy o právech osob se zdravotním postižením. V České republice vstoupila Úmluva v platnost dne 28. října 2009.
Princip sebeobhajování je podpořen zejména čl. 29 Úmluvy, kde se státy zavazují:
- zajistit, aby se osoby se zdravotním postižením mohly podílet na politickém a veřejném životě a
- aktivně podporovat prostředí, v němž se mohou osoby se zdravotním postižením podílet na řízení veřejných záležitostí včetně zakládání organizací osob se zdravotním postižením, aby je zastupovaly na mezinárodní, vnitrostátní, regionální a místní úrovni.[11]